# Q65
Q65（オランダ語読み:クー・ファイフエンゼスタハ　英語読み:キュー・シックスティファイヴ　日本語読み:きゅう・ろくじゅうご）は、1965年に結成されたオランダのガレージ・ロック／サイケデリック・ロックのグループで、1960年代にオランダで起こったネザー・ビート・ロックの波に関連する、より著名なバンドのひとつと考えられている。

## バイオグラフィー

### 1965: 結成
1965年初頭、ギタリストのヨープ・ローロフス（Joop Roelofs）とフランク・ヌイエンス（Frank Nuyens）がシンガーのウィレム・ビーラー（Willem Bieler）とともにバンドを結成。 元リードベリーズ・リミテッドのドラマー、ジェイ・バール（Jay Baar）とベース奏者のピーター・ヴィンク（Peter Vink）が加わり、ラインナップは完成した。 バンドはリズム＆ブルースやロバート・ジョンソン、ウィリー・ディクソンの伝統的なブルース、そしてキンクス、アニマルズ、ザ・ローリング・ストーンズといった新しいバンドにインスパイアされていた。彼らは1965年の春に公の場で演奏を始め、その年の暮れにはQ65というバンド名を使い始めた。 バンド名は "スージーQ "と "ルート66 "を組み合わせたものだが、バンド結成年が65年であったことから "65 "に変更された。 スケートリンク「De Eenhoorn」でのコンサートで、彼らはプロデューサーのペーター・クールワイン（Peter Koelewijn）に出会った。彼らのショーに非常に感銘を受けた彼は、彼らをフォノグラム・スタジオでのオーディションに招待し、「And Your Kind」と「You're The Victor」の2曲をレコーディングした。クールワインはこの2曲をレコードでリリースすることを決めた。

### 1966-1968: バンドの黄金期
1966年1月、デビュー・シングル「You're The Victor」がリリースされ、その後1966年3月にオランダのトップ40で11位を記録した。その後、プロデューサーがクールワインからハンス・ヴァン・ヘマートに代わった。The Life I Live」（5位）と「I Despise You」（19位）である。ヴァン・ヘマートの指導の下、『Revolution』というタイトルのファースト・アルバムが同年末にデッカ・レコードからリリースされ、オランダで35,000枚を売り上げるヒットとなった。1967年、シングル「From Above」（13位）と「World of Birds」（8位）で再びチャートを賑わせた。薬物問題とシンガー、ウィレム・ビーラーの兵役のため、Q65は1968年に解散した。

### 1970年代
Q65は1970年、ドラムにビア・クラッセ（Beer Klaasse）を迎えて再結成し、ネグラム・レコードと契約、数年間在籍した。70年代初期のLP『Afghanistan』と『We Are Gonna Make It』は、よりサイケデリックな方向性を打ち出していた。Q65のラインナップは1970年代前半を通じて変化した。ヌイエンスは1971年に脱退し、バールと共にレインマンというバンドに参加した。一方Q65は、ジョン・フレデリクス（John Frederikz）をヴォーカルに、ヨープ・ファン・ニムヴェーゲン（Joop van Nimwegen）をギターに迎えた新ラインナップで活動を続けた。ヴィム・ビーラーが脱退し、ダンバスターというバンドを結成。ダンバスターにはリード・シンガーとしてジョン・フレデリクスが加入したが、その頃にはバンド名はKjoeに変わっていた。

### 1980年代〜現代
オリジナルのQ65は1980年に再結成し、その年を通してツアーを行った。グループは1980年代半ばに様々な異なるラインナップで活動を続けた。ジェイ・バールは1990年に死去したが、ヴィム・ビーラーをリーダーとするバージョンのバンドは1990年代まで活動を続けた。ビーラーは2000年に死去した。2018年10月2日、ギターを弾き、グループ名を考えたヨープ・ローロフスが74歳でこの世を去った。

## ディスコグラフィー

### アルバム
- Revolution (Decca QL625363, 1966)
- Revival (Decca XBY846515, 1969)
- Afghanistan (Negram NELP075, 1970)
- We're Gonna Make It (Negram ELS914, 1971)
- Trinity (Mohican MH001/Munich, 1997)
- Revolution (reissue) (Rotation/Universal, 2002)

### コンピレーション
- Complete Collection 1966-1969 (PolyGram, 1998)
- The Life I Live (Rotation/PolyGram, 1998)
- Alle 13 Haags (Pink Records, 2001)
- Singles A's and B's (Hunter Music, 2002)

### シングル
- "You're the Victor / And Your Kind", Decca AT10189 (1966)
- "The Life I Live / Cry in the Night", Decca AT10210 (1966)
- "The Life I Live / Ann", Philips 6817052 (1966)
- "I Despise You / Ann", Decca AT101248 (1966)
- "From Above / I Was Young", Decca AT10248 (1967)
- "World of Birds / It Came to Me", Decca AT10263 (1967)
- "World of Birds / Ain't That Lovin' You Babe", Decca AT10263 (1967)
- "So High I've Been So Down I Must Fall / Where Is the Key", Decca AT10286 (1968)
- "Ann / Sour Wine", Decca AT10336 (1968)
- "Sundance / World of Birds", Decca AT10383 (1968)
- "Don't Let Me Fall / Crumblin'", Negram NG172 (1970)
- "Don't Let Me Fall / Crumblin'", Hansa 14588 AT [German pressing]
- "Sexy Legs / There Was a Day", Negram NG196 (1970)
- "Sexy Legs / There Was a Day", Cardinal 3121
- "Sexy Legs / We Are Happy", Hansa 14804 AT [German pressing]
- "Love Is Such a Good Thing / Night", Negram NG220 (1971)
- "I Just Can't Wait / We're Gonna Make It", Negram NG230 (1971)
- "Fighting Is Easy / Country Girl", Polydor 2050181 (1971)
- "Hoonana / Troubles (Kjoe)", Polydor 2050181 (1972)
- "Lady of Love / Fighting Is Easy (Wim Bieler & Dambuster)", Polydor 2050338 (1974)
- "Mean Woman / Think It Over", CNR (1980) [unreleased]
- "Let's Roll / Are You Home", Jaws 5517 (1988)